# Úmar II
Úmar ibn Abd al-Aziz (Medina, 2 de noviembre de 682-Alepo, 31 de enero de 720), conocido también como Omar II o Úmar II, fue el octavo califa de la dinastía omeya entre los años 717 y 720.

## Biografía
Hijo de Abd al-Aziz ibn Marwan y nieto de Marwán I era también primo del anterior califa. Por línea femenina era bisnieto del segundo califa Úmar ibn al-Jattab. Su padre gobernó Egipto donde creció y vivió hasta la muerte de su padre. Después, fue llamado a Damasco por Abd al-Málik y se casó con su hija Fátima (Fátima bint Abd al-Málik). Su suegro moriría poco después y entonces accedería al puesto de gobernador de Medina bajo su primo Al-Walid I.

## Califato
Durante su califato procuró mantener la estabilidad de los territorios controlados en detrimento de una mayor expansión debido al miedo a una reacción del Imperio Bizantino, aunque intentó un asedio a Constantinopla en 717, fracasó en el 718, donde los bizantinos emplearon el fuego griego, que causó grandes pérdidas a los ejércitos de Úmar.
Otro problema de Úmar fueron las revueltas de las poblaciones no árabes. Una de las medidas que tomó para mejorar la relación con estas poblaciones fue la de equiparar la posición de los muladíes con la del resto de los árabes y desarrollar el concepto de dhimmi en lo que se conoce como pacto de Úmar II. También rehabilitó la memoria de Ali ibn Abi Tálib, aboliendo la costumbre que había de maldecir su nombre al final de la oración del viernes. Se le recuerda como un califa moderado en sus costumbres y querido por su pueblo. 

### Muerte
Murió envenenado, se cree que a manos de otros miembros de su propia dinastía recelosos de las reformas que había llevado a cabo y de sus posiciones igualitarias. Pese a todo, se trata del único Califa Omeya cuya tumba no fue violada cuando los abbasíes se hicieron con el califato en el 750, lo cual dice mucho de sus esfuerzos gubernamentales en comparación con los demás miembros de su familia.
| Predecesor: Suleimán I | Califa omeya 717-720 | Sucesor: Yazid II |